# Macario Sakay
Macario de Leon Sakay (ur. 3 stycznia 1870 w Tondo w Manili, zm. 13 września 1907) – filipiński działacz niepodległościowy, wojskowy i polityk, prezydent Republiki Tagalskiej.

## Życiorys
Urodził się w Tondo w Manili w ubogiej rodzinie. Imał się różnych zajęć, był prawdopodobnie fryzjerem a także krawcem. Zatrudnił się też w warsztacie wytwarzającym bryczki, występował też na deskach teatru. W 1894 wstąpił do Katipunanu, tajnej organizacji, której celem było wyzwolenie Filipin spod kolonialnego panowania Hiszpanii. Szybko zaprzyjaźnił się z Andrésem Bonifacio, najwyższym przywódcą tej grupy. Z czasem zaczęto mu powierzać funkcje kierownicze. Stanął zatem na czele Dapitanu, manilskiego oddziału organizacji. 
Po wybuchu rewolucji w 1896 ukrył się w górach Marikiny oraz Montalban. W czasie trwania wojny ze Stanami Zjednoczonymi działał w Manili. Schwytany przez okupacyjne władze amerykańskie, został zwolniony na mocy amnestii z lipca 1902. Przystąpił następnie do tworzenia oddziałów partyzanckich w regionach zamieszkanych przez ludność posługującą się językiem tagalskim, przede wszystkim w prowincjach Rizal, Cavite, Laguna oraz Batangas. Udało mu się ugruntować swoją władzę na tych terytoriach na tyle, że jeszcze w 1902 proklamował powstanie niezależnej republiki – Republiki Tagalskiej. Został jej prezydentem oraz sformował gabinet. Wiceprezydentem u jego boku został Francisco Carreon. Stworzone przez niego państwo miało własną flagę, system prawny, dysponowało własnym systemem poboru podatków, wreszcie miało też regularną armię.
W 1905, w wyniku negocjacji z władzami amerykańskimi prowadzonymi za pośrednictwem Dominadora Gomeza przystał na złożenie broni. Skłoniła go do tego obietnica amnestii dla niego samego oraz jego podwładnych a także przyrzeczenie utworzenia Zgromadzenia Filipińskiego, autonomicznego parlamentu dla archipelagu. W 1906, wraz ze swoimi współpracownikami przybył do Cavite. Tam, wbrew wcześniejszym ustaleniom został aresztowany a następnie pospiesznie osądzony. Stracony rok później wraz ze swym oddanym generałem Lucio de Vegą.

## Upamiętnienie
W 2008 na Plaza Morga w rodzinnym dla Sakaya Tondo odsłonięto mu pomnik. W filmie poświęconym życiu polityka w jego postać wcielił się Julio Diaz. Niektórzy historycy postulują, by ze względu na utworzenie przezeń niezależnego rządu formalnie zaliczyć go w poczet prezydentów Filipin.